# 임리 지브
임리 지브(히브리어: אימרי זיו, 1991년 4월 23일 ~ )는 이스라엘의 가수이다. 유로비전 송 콘테스트 2017에서 이스라엘 대표로 참가했다.